# En tu cuarto
"En tu cuarto" es el cuarto álbum de estudio de La Noche.

## Lista de canciones
| N.º | Título                   | Escritor(es)             | Duración |  |
| 1.  | «Mal amor»               | Alexis Morales           | 3:19     |  |
| 2.  | «Mariposa»               | Alexis Morales           | 3:58     |  |
| 3.  | «Mentiroso»              | Alexis Morales           | 3:32     |  |
| 4.  | «La última vez»          | Alexis Morales           | 3:43     |  |
| 5.  | «Rico y suave»           | Alexis Morales / Leo Rey | 3:19     |  |
| 6.  | «Esta noche por 3 horas» | Alexis Morales           | 3:18     |  |
| 7.  | «El ángel de tu vida»    | Alexis Morales           | 3:40     |  |
| 8.  | «Todo te lo doy»         | Alexis Morales           | 3:45     |  |
| 9.  | «Quiero ser libre»       | Alexis Morales           | 3:39     |  |
| 10. | «Chiquitita»             | Alexis Morales / Leo Rey | 4:22     |  |
| 11. | «Se apagó su luz»        | Alexis Morales           | 4:44     |  |

## Músicos
- Leo Rey : Voz
- Alexis Morales "Alexitico" : Acordeón, Teclados y coros.
- Juan Bustamante: Congas y coros
- Daniel Chamorro: Timbal
- Jorge Desidel: Guitarra
- Michael Davila y Miguel Pavez: Trompetas

- Datos: Q5832160